# Gabriel Stokes
Gabriel Stokes é um personagem fictício da série em quadrinhos The Walking Dead, sendo interpretado por Seth Gilliam na série de televisão de mesmo nome. Em ambas as mídias, ele é um padre da Geórgia que se isolou do mundo exterior no início do apocalipse zumbi, após negar a entrada dos membros de sua congregação em sua igreja, deixando-os morrer. Ele luta para aceitar a nova realidade que enfrenta e sua própria fé.

## Biografia

### Quadrinhos
Gabriel é visto pela primeira vez depois de ser encontrado pelo grupo de Rick Grimes após o ataque do Governador à prisão. Ele traz Rick e o grupo para sua igreja, onde eles tomam como refúgio provisório. Depois que Dale é sequestrado por um grupo de canibais, mordido e perde sua perna, ele retorna para a igreja. Os canibais os emboscam na igreja e Glenn é ferido; Gabriel então acompanha Rick, Andrea e Abraham para encontrá-los e matá-los. Mais tarde, ele fica horrorizado com a brutalidade que o grupo de Rick exibiu. Isso desencadeia um sentimento de grande terror em relação a Rick como líder.
O grupo sai da igreja em algum momento. Quando eles chegam na Zona de Segurança de Alexandria, ele tenta convencer o líder Douglas Monroe a banir o grupo desta nova comunidade, provando sua inutilidade, pois Douglas confia no grupo de Rick. Desde esta tentativa fracassada, Gabriel aceitou relutantemente a permanência do grupo e desde então assumiu seu papel como o único reverendo sagrado de Alexandria, tendo sua própria capela onde ele regularmente executa sermões para os cidadãos. Durante uma invasão de zumbis em Alexandria, Gabriel fica corajoso e decide ajudar Rick e o grupo a salvar a comunidade dos mortos-vivos. Mais tarde, quando Alexandria se torna uma das comunidades submissas a ditadura de Negan, ele só se dedicou a fazer missas e homenagens pelos falecidos que decidiram guerrilhar contra Negan e sua gangue, Os Salvadores. Após dois anos do fim da guerra, os sobrevivente se envolveram e mais uma guerra contra os selvagens Sussurradores, e Gabriel decide ajudar seus amigos contra essa nova ameaça. Certo dia, ele está de vigia numa torre de guarda e percebe os Sussurradores junto com um grande rebanho de caminhantes, se aproximando. Ele tenta sair da torre para avisar Alexandria, mas cai e quebra o tornozelo. Enquanto Gabriel pede ajuda, Beta, o líder dos Sussurradores, apunhalá-o no peito, estripa-o, e o mata no local. Zumbis presentes então devoram o corpo de Gabriel.

### Série de TV

Gabriel Stokes como retratado na série de TV por Seth Gilliam.

#### Quinta temporada
Gabriel (Seth Gilliam) aparece pela primeira gritando por socorro, preso em cima de uma pedra com três zumbis a sua volta. O grupo de (Andrew Lincoln) o encontra e rapidamente matam os zumbis. Depois de ser revistado e responder uma pergunta de Rick, ele diz que ele tem uma igreja próxima, e os leva até lá. Ele insiste que ele está sozinho, e que desde o surto começou, ele vem sobrevivendo com comida da cidade mais próxima. Quando ele diz que não pegou nada no armazém local, devido ao fato de estar cheio de zumbis, ele é obrigado a ir lá com Rick, Michonne (Danai Gurira), Bob (Lawrence Gilliard Jr.) e Sasha (Sonequa Martin-Green). Durante a busca, ele entra em pânico quando reconhece um dos zumbis no esgoto, e é quase morto antes de Rick o salvar. Rick deixa claro que não confia em Gabriel, embora Carl (Chandler Riggs) acreditar que Rick está sendo muito duro com o padre. As suspeitas de Rick aumentam quando Gabriel admite ter "pecado" no passado, e Carl descobre marcas de arranhões no lado de fora das paredes da igreja, junto com a frase "Você vai queimar no inferno por isso" riscado na madeira. Quando Sasha acusa Gabriel de estar por trás dos desaparecimentos de Bob, Carol, e Daryl, Rick pega Gabriel e exige que ele confesse o que ele fez. Com muito choro e soluços, Gabriel revela que quando aconteceu o surto, ele trancou as portas e janelas de sua igreja e se recusou a deixar as pessoas  entrar, até mesmo membros de sua própria congregação, que foram dilaceradas pelos zumbis. Ele enterrou os ossos deles fora do terreno da igreja, mas ainda assim acredita que está condenado ao inferno pelo que fez. Mais tarde, Gabriel fica chocado com o uso de violência usado pelo grupo quando eles matam os canibais de Terminus dentro da igreja.
Apesar de sua aversão ao uso de armas, Carl convence Gabriel a escolher uma arma para aprender a usá-la. Depois de alguma relutância, ele escolhe um facão. No entanto, é revelado que ele está realmente usando o facão para quebrar o piso de seu escritório para que ele possa escapar usando um forro debaixo da igreja. Mais tarde, Gabriel vai para uma escola primária, onde o falecido Bob disse que foi levado pelos caçadores quando comeram sua perna. Depois de encontrar o acampamento dos caçadores, incluindo a perna queimada de Bob e a bíblia de Mary, ele fica completamente horrorizado com o que o mundo ao seu redor se tornou. Naquele momento, um grupo de zumbis que estava preso dentro da escola finalmente rompe as janelas de vidro e começa a segui-lo. Ele corre de volta para a igreja, levando os zumbis até lá, fazendo assim, que a igreja não seja mais um local seguro para o grupo. No entanto, Abraham (Michael Cudlitz) e seu grupo voltam e matam os zumbis com um caminhão de bombeiros. Gabriel é visto entre o grupo de Abraham quando eles chegam em Atlanta, a tempo de ver Daryl carregando o corpo sem vida de Beth (Emily Kinney).
O grupo segue até a comunidade em que Noah (Tyler James Williams) morava, pois esse era um desejo de Beth, e após encontrarem todos mortos, vão até Washington, D.C. a pedido de Michonne. No caminho, Gabriel diz a Maggie (Lauren Cohan) que quando ela precisar ela pode falar com ele sobre a morte de sua irmã, mas ela diz a ele que ele poderia salvar os membros de sua igreja e não o fez, deixando-o pensativo e frustrado. Após essa conversa com Maggie, o padre é visto arrancando seu colar de sacerdote e o jogando fora. Eles chegam em Washington e são encontrados por Aaron (Ross Marquand), um recrutador de uma comunidade chamada Zona Segura de Alexandria, e o mesmo os leva até lá. Na comunidade de Alexandria eles são recebidos por todos e cada um ganha uma profissão, e Gabriel se torna o padre de lá. Após alguns acontecimentos, Gabriel vai até a casa da líder Deanna Monroe (Tovah Feldshuh) e diz a ela que está muito grato por ser recebido na comunidade, mas que ela cometeu um erro em aceitar os demais do grupo, pois eles fizeram coisas horríveis para sobreviver. Deanna agradece ele por ter contado e o despede pra sua casa, dizendo que vai pensar sobre o assunto. Gabriel aparece nos portões de Alexandria quando Spencer Monroe (Austin Nichols) o deixa sair. Gabriel afirma que quer dar um passeio rápido e sai da comunidade. Gabriel se aproxima de um zumbi distraído comendo um humano meio morto e grita para ele dizendo "Estou pronto!", com a intenção de deixar o zumbi matá-lo. Ele então percebe que o cadáver que o zumbi estava comendo está se movendo, indicando que a pessoa ainda está viva e mal. O zumbi se vira e se aproxima dele, e mesmo sabendo que não é humano, ainda é emocionalmente difícil para ele matá-lo. Ele arranca a cabeça do zumbi e o acerto com uma pedra, matando-o. Ele então se aproximou do humano sofredor e também esmagou sua cabeça, por pena. Devido a esse teste emocional, ele desaba na estrada e chora. Ele então retorna para a comunidade onde Spenser pergunta se sua caminhada fora da comunidade foi boa, Spencer pergunta se ele pode fechar o portão e vai embora. Gabriel faz uma tentativa meio desanimada de fechar o portão, falhando em fechá-la corretamente. À noite, ele se recusa a comparecer à reunião e, em vez disso, entra na capela da comunidade. Ele encontra Sasha lá, solicitando orientação emocional, o que ele nega friamente. Ele então a provoca, sugerindo que seus pecados causaram a morte de Bob e Tyreese. Sasha o bate com raiva e ameaça matá-lo, e ele não está preocupado com isso. Maggie entra e pára Sasha. Gabriel diz a ele que ele cometeu um erro e que ela deixe Sasha matá-lo. Maggie convence os dois a orar com ela.

#### Sexta temporada
Ao passar dos dias, o resto do grupo não confia mais em Gabriel, pois eles descobrem sua traição e o desprezam, especialmente Rick, apesar dos grandes esforços de Gabriel para se redimir. Gabriel se aproxima de Carl, dizendo que já está pronto para aprender a lutar. Depois de alguma hesitação, Carl concorda em começar com um facão. Durante o ataque dos saqueadores Os Lobos, Gabriel consegue enfrentar e segurar um dos lobos por tempo suficiente para que Morgan (Lennie James o resgate. Mais tarde, Gabriel é mostrado colocando panfletos para um sermão no final da tarde, apenas para Rick derrubá-los. Rosita diz a ele que morrer é simples e o difícil é deixar seus amigos morrerem por estar com medo de salvá-los. Quando a comunidade é invadida por uma horda de zumbis, o padre põem em prática seu treinamento com facão derrubando vários zumbis enquanto se refugiava na casa de Jessie (Alexandra Breckenridge) junto com Rick, Carl, Deanna e Michonne. Depois que o grupo decide se disfarçar com tripas de zumbis para chegar ao arsenal, Gabriel diz a Rick que dessa vez ele não vai correr, independente do que aconteça. Tendo testemunhado os esforços de Gabriel como um membro de confiança, Rick diz a ele "Eu sei".
Gabriel se oferece para levar Judith até a igreja por segurança. Rick está relutante no início, mas Gabriel promete fazê-lo. Mais tarde, o padre se junta reúne os alexandrinos em sua igreja para ajudar Rick e outros à lutar, matando muitos zumbis. Dois meses se passaram após o ataque de zumbis, e os muros de Alexandria foram expandidos para incluir uma igreja vizinha, que Gabriel agora usa como sua própria igreja. Quando Rick e os outros viajam para a Colônia Hilltop com Paul "Jesus" Rovia (Tom Payne), Rick originalmente planeja deixar Judith com Gabriel, já que o pastor ganhou completamente sua confiança. Dias depois, ele se junta à missão de invadir um complexo da gangue Os Salvadores. Ele e Rick são mostrados interagindo bem durante a viagem. Gabriel permanece do lado de fora durante o tiroteio para vigiar e ordena que um Salvador ferido deixe cair sua arma. Ele então recita uma curta oração antes de matar o Salvador e começa a atirar nele. Com o passar dos dias, Gabriel assumiu a posição de guarda e continuou patrulhando as ruas de Alexandria, caso alguma ameaça dos Salvadores apareça.  No final da temporada, Rick deixa Gabriel para viagiar Alexandria, antes de partir no trailer com Maggie e alguns outros para o Hilltop.

#### Sétima temporada
Quando os Salvadores visitam Alexandria pela primeira vez, Negan (Jeffrey Dean Morgan) começar a perguntar a Rick sobre Maggie, e falar sobre como ele adoraria levá-la ao Santuário, então o Padre Gabriel aparece e se apresenta, perguntando se Negan gostaria de prestar seus respeitos a Maggie. Negan questiona o estado de Maggie, no qual Gabriel e Rick o levam ao "túmulo" de Maggie. Eles logo ouvem um tiro, que Negan e Rick caminham para investigar. Mais tarde, Rick agradece a Gabriel pelo que ele fez, no qual Gabriel insiste que ainda há fé para impedir os Salvadores. Rick informa que não há nada que eles possam fazer, no qual Gabriel afirma que as coisas podem mudar, dando um exemplo de como os dois agora são amigos, e antes não eram. Gabriel, junto com Rick e Carl, mais tarde testemunhou David assediando Enid nas ruas de Alexandria. Mais tarde, Gabriel, Spencer, Rosita (Christian Serratos) e Eugene (Josh McDermitt) vão procurar alguns Salvadores, e o padre e Spencer saem em um carro. Gabriel e Spencer têm uma discussão, na qual Spencer pergunta se odiar alguém é pecado, afirmando que odeia Rick. Gabriel expressa o fato de que Rick o inspirou, mas Spencer continua a afirmar que sua família era melhor em liderar Alexandria. Spencer finalmente diz que espera que Rick não volte vivo, o que obriga Gabriel a chamá-lo de "uma tremenda merda". Depois que Spencer para o carro, Gabriel sai e volta para Alexandria. Em Alexandria, o padre exorta Rosita a esperar para matar Negan, insistindo em fazê-lo muito mais tarde, quando todos tiverem a vantagem de enfrentar Negan. Mais tarde, Gabriel, junto com muitos outros alexandrinos, testemunha as mortes de Spencer e Olivia por ordens de Negan, para o horror de todos. Naquela noite, Gabriel mantém vigilância enquanto é observado por alguém através de binóculos.
Mais tarde, Gabriel lê sua bíblia durante seu turno noturno no portão de Alexandria. Ele encara a escuridão, uma expressão preocupada em seu rosto, e deixa seu posto. Na despensa, Gabriel apressadamente enche as caixas com alimentos e armas. Sua Bíblia cai no chão enquanto ele folheia o registro de armas com as mãos trêmulas. Ele carrega a caixa em um carro e deixa Alexandria. Uma figura escura é visível no banco do passageiro. Rick e a maioria de seu grupo mais tarde encontram um grupo de sobreviventes, em sua maioria mulheres, depois que Gabriel deixou a palavra "BARCO" no registro do almoxarifado, como uma pista de sua localização. Rick chega em um ferro-velho e exige que a líder Jadis (Pollyanna McIntosh), mostre onde Gabriel está. Logo, vários Catadores trazem Gabriel para fora e quando Jadis rejeita os pedidos de Rick, uma luta se inicia. Gabriel agarra uma faca e ameaça matar Tamiel. Finalmente, Jadis sinaliza aos seus Catadores para baixarem suas armas. Mais tarde, Gabriel testemunha Rick caminhar em direção ao grupo com um sorriso, explicando que ele e Jadis fizeram um acordo. Quando Rosita conversa com o padre na igreja, afirmando que irá matar Negan, e Gabriel diz que ela deveria se controlar e que o grupo ainda precisa dela. Ele se junta a Rick, que lidera um pequeno grupo de alexandrinos em direção ao Oceanside; um local que Tara (Alanna Masterson) havia encontrado antes. Assim que o grupo chega, eles pedem que os moradores se juntem a eles para lutar contra Negan e pedem suas armas. Logo, todos são atacados por zumbis, e o grupo, junto com alguns moradores, mata todos os zumbis. Finalmente, o grupo sai com todas as armas. No final da temporada, Gabriel ajuda os sobreviventes no confronto contra os Salvadores e em Alexandria.

#### Oitava temporada
Gabriel viaja para o Santuário com Rick e todos para atacar Negan e os Salvadores. Ele tenta sair do Santuário quando uma horda de zumbis aparece, mas então ele vê Gregory (Xander Berkeley) que precisa de ajuda, então ele lhe dá uma mão, mas Gregory deixa Gabriel para trás pegando seu carro e indo embora. Gabriel corre para um local seguro para escapar dos zumbis e encontra um trailer. Dentro do trailer, ele encontra Negan, e o trailer acaba sendo cercado por uma manada abundante de zumbis. Gabriel permanece trancado com Negan no trailer. Enquanto Negan fala com seu bastão Lucille, Gabriel pega sua arma e tenta atirar em Negan, então se tranca em uma pequena área de armazenamento dentro do trailer e se recusa a sair a menos que Negan confesse sobre sua verdadeira esposa. Uma vez que Negan menciona que tinha uma esposa de verdade e não poderia deixá-la, ele se descreveu como "fraco". Gabriel sai e Negan puxa um zumbi para dentro do trailer. Ele e Gabriel então se esfregam nas entranhas do zumbi e saem. Uma vez que estão do lado de fora, eles começam a abrir caminho através do bando de zumbis, onde Gabriel tropeça em um morto-vivo mas e é salvo por Negan, e então ele salva Negan em troca. Eles finalmente chegam ao local onde se reagrupam com os outros Salvadores, Negan ordena a seus homens que coloquem Gabriel em uma cela. Eugene, que também está no Santuário, visita Gabriel em sua cela e o encontra ferido no chão. O padre é levado para a enfermaria do Santuário, sendo tratado por Harlan Carson. Revelando a Eugene que Gabriel tem algumas infecções e que precisará de mais ajuda, o doutor sai em busca de remédios e Gabriel pergunta se Eugene vai ajudá-lo a tirar o médico do Santuário para atender Maggie, mas Eugene lhe diz que ele nunca o ajudará a escapar e lhe diz que ele nunca se colocará em risco. Mais tarde, o padre está na cama do hospital quando Eugene entra e revela que permitirá que ele e Harlan escapem. Eugene distrai alguns guardas e prepara um veículo para o médico e o padre chegarem ao Hilltop, para que Harlan possa cuidar de Maggie. Gabriel pede a Eugene para acompanhá-lo até a Colônia Hilltop, mas ele se recusa e o padre o parabeniza por fazer a coisa certa.
Gabriel doente escapa com Harlan Carson por quilômetros para chegar a uma cabana onde encontram medicamentos, e a saúde de Gabriel começa a melhorar, mas ele começa a perder a visão de seu olho esquerdo. Mais tarde, longe da cabana, Harlan caiu em uma armadilha para lobos e fica preso com o pé machucado quando os zumbis aparecem de repente, mas Gabriel consegue salvá-lo e eles são capturados novamente pelos Salvadores. Em uma tentativa de fuga, Harlan perde a vida e Gabriel é levado para o Santuário para trabalhar na fábrica de Eugene. Dias depois, Gabriel continua a ajudar no posto avançado de Eugene ajudando a fazer balas. Embora Gabriel esteja se recuperando de sua doença, ele ainda está quase totalmente cego e é forçado a usar uma máscara para evitar que outras pessoas adoeçam. Eugene descobre que Gabriel está adulterando as balas para que cause um tiro prejudicial para que for atirar. Gabriel explica que ele pretendia apenas torná-los ineficazes para que ninguém se machucasse e Eugene o força a se sentar ao lado. Após a breve captura de Eugene por Rosita e Daryl, ele retorna cheio de nova determinação e coloca Gabriel para trabalhar novamente. Eugene avisa Gabriel que ele pode seguir as instruções desta vez "ou você pode chorar e morrer." Gabriel voltou ao Santuário uma vez que as balas foram criadas e acompanhou Negan em sua veículo para o lugar onde iria desencadear a guerra. Gabriel aproveitou o fato de que um zumbi estava bloqueando a estrada para escapar de seus captores e entrar na floresta, embora não demorasse muito para que Eugene e Laura o capturassem e retornassem ao veículo. No campo de batalha, Negan mantem o padre sob a mira de uma arma, e depois Gabriel foi condenado à morte. Quando o vilão fez uma contagem regressiva para matá-lo na frente de seus colegas, todas as armas dos Salvadores explodiram graças aos planos de Eugene. Com o fim da grande guerra, Gabriel voltou aos restos de sua igreja, apoiado em um cajado, e finalmente entendeu o propósito que Deus havia lhe dado na guerra.

#### Nona temporada
Um ano e meio após a derrota de Negan, Gabriel permaneceu definitivamente com o olho direito cego, devido a infecção que teve. Ele participa da construção da ponte iniciada por Rick e começa a se aproximar de Anne (a ex-Jadis, líder dos Catadores), com quem inicia um relacionamento - breve - quando ela descobre que, ao contrário da crença popular, sua função de padre não o proíbe (como um episcopal). Ele ajuda Anne o máximo possível, que não se sentiu integrada ao grupo desde que chegou e muitos suspeitam dela quando os ex-Salvadores do acampamento de obras começam a desaparecer (incluindo um encrenqueiro que é encontrado assassinado). Sabendo que ela é inocente (tendo passado um tempo íntimo com ela durante a maior parte da suposta noite do assassinato), Gabriel a cobre com uma mentira para Rick a fim de protegê-la. Mais tarde, ele a segue até o aterro sanitário e ouve sua conversa por comunicação de rádio (envolvendo tráfico de pessoas), e apesar de seus sentimentos por Anne, Gabriel se recusa a fugir com ela e é nocauteado e depois amarrado. Depois de acordar, ele quase se torna vítima de Anne que pretende usá-lo como moeda de troca para seus cúmplices, mas o perdão repetido que ele concede a Anne, por seu assassinato iminente, a leva a mudar de ideia e poupá-lo. Ela apenas o nocauteia de novo e depois o solta. Quando Gabriel acorda, ele encontra uma carta de Anne justificando o motivo pelo qual decidiu fugir e seus olhos choram.
Seis anos após a destruição da ponte, o desaparecimento de Anne, bem como a suposta morte de Rick (que na verdade foi levado e salvo por Anne em um hélicoptero), Gabriel permaneceu em Alexandria e se tornou um dos mais influentes da comunidade. Ele tornou-se companheiro de Rosita e co-presidente (com Michonne e outros companheiros, incluindo Aaron, Siddiq e Laura) do Conselho de Alexandria. Ele se reúne com o conselho para decidir se o grupo de Magna (Nadia Hilker) fica ou não na comunidade. Mais tarde, Rosita deixa seu líder em uma expedição com Eugene a fim de estender a potência dos referidos relés. Na viagem de ida, Eugene questiona a compatibilidade do casal (especialmente o lado religioso de Gabriel, oposto a Rosita) e implica que o interesse dela - não recíproco - é só por sua companheira.

## Escolha para o elenco
Seth Gilliam havia sido confirmado ao elenco regular da série em maio de 2014, mas com um papel desconhecido. Durante a Comic-con em San Diego, foi revelado que ele iria atuar como o Padre Gabriel Stokes.